# Gábor Tompa
Gábor Tompa (n. 8 august 1957, Târgu Mureș, Regiunea Mureș-Autonomă Maghiară) este un regizor maghiar din România. În prezent este director general al Teatrului Maghiar de Stat din Cluj.

## Filmografie
- Apărarea chineză (1999) - ca scenarist și regizor[4]

## Distincții
- Ordinul național „Steaua României” în grad de Ofițer (1 decembrie 2000) „pentru realizări artistice remarcabile și pentru promovarea culturii, de Ziua Națională a României”[5]